# 曲枝早熟禾
曲枝早熟禾（学名：Poa pagophila）为禾本科早熟禾属下的一个种。